# 孙传庭
孫傳庭（1593年—1643年11月13日），字百雅，號白谷，山西代州振武衛（今代縣）人，祖籍河南光山，明末政治人物，军事将領。萬曆己未進士，與流寇交戰多年，曾生擒高迎祥。崇禎末以兵部尚书為督師，防守潼關，在朝廷催促下強行出戰李自成，大敗身死。「傳庭死而明亡」。清朝追諡忠靖。

## 生平
孫傳庭自幼聰穎，成年後高大魁梧，武藝精湛，弓馬絕倫。萬曆四十六年（1618年）戊午科山西鄉試舉人，四十七年（1619年）中己未科進士，工部觀政，初授河南永城縣知縣，天啓二年調商丘县，四年本省同考。天启五年入京任職，為吏部驗封司主事，歷考功司、文选司，六年升本司员外郎，升稽勳司郎中，本年因不满魏忠贤专政，請假弃官回乡。崇禎八年（1635年）秋，孫傳庭返职，任驗封郎中，後改順天府府丞。
崇禎九年（1636年）三月，请缨任陝西巡撫，負責剿滅闖軍。传庭在榆林建军，号为秦軍（秦兵）。此时洪承畴正与李自成战于陕北，卢象升调任宣大总督后，闖軍首领闯王高迎祥自湖广复出，来到陕西，欲自汉中進攻西安。传庭领秦军镇守，高迎祥无法攻克，遂意图自子午谷入，直逼西安。传庭料之，在子午谷的黑水峪以逸待劳，激战四天后，高迎祥溃败，後被俘，送往北京处死，而其外甥李自成繼任闖王。崇禎十一年（1638年）李自成在潼關南原被洪承疇與孫傳庭設伏擊潰，帶著殘部十七人往陝西商洛山逃亡。明軍情勢大好，然而清军在此時攻入长城，崇禎帝急調洪承疇與孫傳庭回京防禦，李自成大難不死。
孫傳庭與農民軍鏖戰多年，屢建戰功，卢象升战死后，孙传庭代任其职，但因與楊嗣昌等人不和，頗受抑制。崇禎十二年（1639年），楊嗣昌彈劾孫傳庭假裝生病請求卸任，崇禎帝怒，把孫傳庭囚獄。
崇禎十三年（1640年），李自成移军河南，時河南大饑，史載：饥民“惟恐自成不至”，“從自成者數萬”。崇禎十五年（1642年），李自成第三次圍攻開封，崇禎帝想起孫傳庭，把他從獄中釋放，起用為兵部右侍郎，奉命兵援汴梁。不久孫傳庭代替汪喬年為陝西總督，斬殺跋扈的賀人龍，接著傳庭又轉戰河南之地，連戰連勝，李自成遂向冢頭寨（在今南陽境）轉移，途中大量拋棄財物，明軍競相爭奪而亂陣，賊返兵而擊之，此役“天大雨，糧不至，士卒采青柿以食，凍且餒，故大敗”，造成了「柿園之敗」。明軍是役損失將校70餘人及步騎數千。传庭敗歸陝西，計守潼關。
崇禎十六年（1643年）五月，朝廷命孫傳庭兼督河南、四川軍務，隨後升為兵部尚書，改稱督師，加督山西、湖廣、貴州及江南、北軍務。當時朝野輿論都催促孫傳庭出關作戰，兵部尚書馮元飇直言「皇上若必以戰遲速為利鈍，請先下臣獄，俟一戰勝，斬臣謝之耳」，兵部侍郎張鳳翔也進言「孫傳庭所有皆天下精兵良將，皇上只有此一付家當，不可輕動」，然而崇禎帝皆不聽從。
崇禎十六年（1643年）八月，孫傳庭本不欲倉促出戰，可最終在失去馮元飇的庇護和朝廷輿論的催逼下，傳庭頓足嘆曰：「奈何乎！吾固知往而不返也。然大丈夫豈能再對獄吏乎！」，不得已在親率白廣恩、高傑等部10萬人出師潼關，同時檄左良玉西上，總兵陳永福、秦翼明分別將河南與四川兵互爲犄角。九月，孫傳庭大軍至汝州（河南郟縣）進逼襄城，然天降大雨七日夜不止，久雨道路泥濘，糧車不能前行，孫傳庭不得已還軍迎糧，留陳永福為後拒。前軍既移，後軍亂，遂兵敗，李自成一日内追杀四百里，直指孟津，明軍四萬餘人戰死，損失大量兵器輜重。十月初，李自成攻克潼關，總兵白廣恩、陳永福投降李自成。李自成以十萬軍圍攻孫傳庭，孙传庭向渭南撤退，十月初三，孫傳庭戰死，時年51歲。崇祯却认为他诈死潜逃，没有给予追赠或荫官。同年十月，李自成攻破西安。孙夫人张氏率孙家二女三妾投井自杀，年仅八岁的幺子孙世宁被一老翁收养。《明史》稱：“傳庭死而明亡矣。”

## 爭議
清乾隆八年《重修宝丰县志·卷五·兵燹》记载，崇禎十六年，大明督師孫傳庭所統領的官軍，在攻下寶豐城後，以「為賊固守」為由殺光城中居民，共有數千士兵和居民被官兵屠殺。

## 家族
曾祖孫汾秀。祖父孫嗣约，知縣。父孫元震，萬曆二十五年丁酉舉人。

## 影視形象
- 《大明劫》，2013年中国电影（戴立忍飾）

## 延伸阅读
[在维基数据编辑]
 《明史卷二百六十二》，出自《明史》
 在维基共享资源阅览影像

### 引用
1. ↑  .   [2019-07-27]. （原始内容存档于2020-06-09）.
2. ↑  《欽定勝朝殉節諸臣錄》卷一
3. ↑  《萬曆四十七年己未科進士履歷》：孫傳庭，白谷，诗二房，戊戌四月三十日生。振武未，戊午十六，会四十五，三甲四十一名。工部政，授河南永城知县，壬戌調商丘，甲子本省同考，乙丑升吏部验封司主事，調考功，調文选，丙寅升本司员外，升稽勋司郎中，本年給假。
4. ↑  《明史·卷二百六十二》
5. ↑  《東林列傳》（卷24）：“当是时，上倚元飙出辅臣，上有密旨，一夜尝数发，元飙亦慷慨誓破贼，乃请以督师孙传庭坚壁潼关，总镇左良玉坚壁襄阳，西则应蜀，北则扼闯，东顾凤皖。凤皖之兵扼淮，保定之兵扼河，克期会师，戒勿浪战，俟贼饥困，联络土寨，渐蹙而取之。廷臣多言不战则贼益张，兵久易懦。元飙谓将士习懦益久，未经行阵，宜致贼而不宜致于贼。自辽难以来，催战覆辙，可为殷鉴。一日质争于上前，曰：「皇上若必以战迟速为利钝，请先下臣狱，俟一战胜，斩臣谢之耳。」上无以夺也。而廷臣犹力请不已，将以逗留为督师罪。元飙手书与传庭，戒毋轻斗，且示白、高两将不可任。
6. ↑  李長祥《天間閣集》卷上
7. ↑  《東林列傳》（卷24）：「元飙既谢病，传庭挠于众议，趣出关中，两将先逃，师遂大溃。」
8. ↑  顾诚《明末农民战争史》，光明日報出版社，第197-203頁
9. ↑  谢承仁. . 上海人民出版社. 1986: 296.